# RAF Upper Heyford

i7
i11
i13
Die Royal Air Force Station Upper Heyford (IATA-Code: UHF, ICAO-Code: EGUA), kurz RAF Upper Heyford, war ein zuletzt von den United States Air Forces in Europe (USAFE) genutzter Militärflugplatz im Vereinigten Königreich nordöstlich des Örtchens Upper Heyford, gelegen zwischen Bicester und Banbury in der Grafschaft Oxfordshire, South East England. Die Basis war auf dem Höhepunkt des Kalten Kriegs neben der weiter östlich gelegenen Basis RAF Lakenheath eine von zwei europäischen Basen der schweren General Dynamics F-111 Jagdbomber.
Das Gelände wird heute zivil, sowohl gewerblich als auch zu Wohnzwecken, genutzt und einige der 54 Hardened Aircraft Shelter wurden 2011 in die English Heritage Liste aufgenommen. Der frühere Kasernenbereich wird inzwischen als Heyford Park bezeichnet.

## Geschichte
Der Flugplatz Upper Heyford entstand während des Ersten Weltkriegs für das Royal Flying Corps (RFC), er wurde aber erst ab Juli 1918 fliegerisch durch die neue Royal Air Force genutzt.
In der Zwischenkriegszeit und während des Zweiten Weltkriegs diente RAF Upper Heyford dann insbesondere als Trainingsplatz der 2. Group und zwischen März 1946 und Juni 1950 war die Station schließlich Heimat der No.1 Parachute Training School.

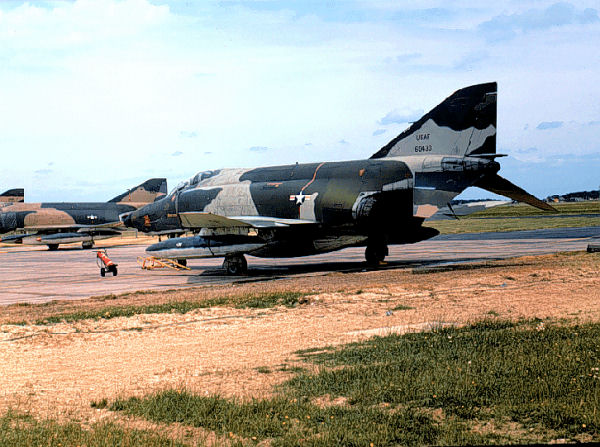
RF-4C, 66th TRW, Upper Heyford, 1969

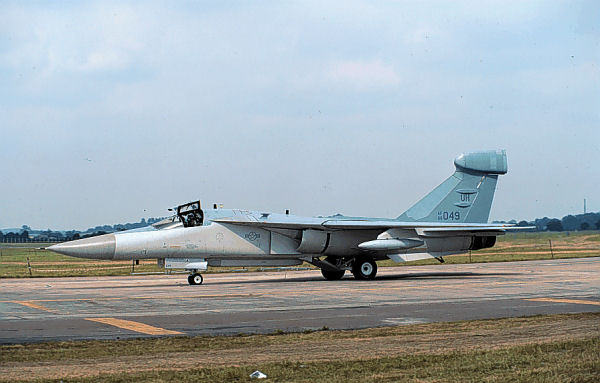
EF-111A, 42d ECS, Upper Heyford, 1980er/90er

Mit Beginn des Kalten Krieges übernahm die United States Air Force 1950 die Basis und baute sie ab der Jahresmitte aus. Im folgenden Jahr wurde sie zunächst der Third Air Force, einem Teil der United States Air Forces in Europe (USAFE), unterstellt, kam aber bereits Anfang 1952 unter die Kontrolle des Strategic Air Commands (SAC) und wurde ein Stützpunkt von Bombern und Aufklärern.
Im Sommer 1965 kam RAF Upper Heyford zurück unter die Kontrolle der USAFE und wurde 1966 durch den Austritt Frankreichs aus den militärischen Strukturen der NATO Stützpunkt des zuvor auf der Laon-Couvron Air Base liegenden 66th Tactical Reconnaissance Wing (66th TRW). Dies war zu diesem Zeitpunkt mit RF-101 ausgerüstet und erhielt ab 1969 die RF-4C.
Bereits im folgenden Jahr wurde das 66th TRW inaktiviert und Upper Heyford wurde Heimat des 20th Tactical Fighter Wing (20th TFW) aus RAF Wethersfield. Damit einher ging die Umrüstung des 20th TFW auf die F-111E, deren erste Exemplare im September 1970 eintrafen. Es war der erste F-111 Verband in Europa und flog die F-111 von 1971 bis 1993, kurz bevor die Basis geschlossen wurde (Der andere F-111 Verband in Europa war das 48th TFW in RAF Lakenheath.) Zusätzlich zu drei Staffeln F-111E betrieb das Geschwader ab Februar 1984 zeitweilig eine Staffel EF-111A.
Flugzeuge aus Upper Heyford führten im April 1986 zusammen mit den F-111F des 48. Geschwaders aus RAF Lakenheath die Operation El Dorado Canyon durch.
Im Jahr 1990 verlegten Maschinen zum Üben in die Türkei und flogen dann 1991 Kampfeinsätze im Zweiten Golfkrieg. Durch das Ende des Kalten Krieges kam es zur Außerdienststellung des 1992 in 20th Fighter Wing umbenannten Geschwaders. Die letzten drei F-111 verließen Upper Heyford am 7. Dezember 1993 und der Flugplatz wurde am 15. desselben Monats geschlossen. Einige F-111 des 20th TFW haben in Museen überlebt. Das 20. Geschwader wurde anschließend in Shaw AFB neu aufgestellt.
Eine Nachhut der USAFE gab die Basis Ende September 1994 an die Briten zurück, die für sie jedoch keine militärische Verwendung mehr hatten.

## Zwischenfälle
- Am 12. Mai 1961 wurde eine Douglas DC-4/C-54E-5-DO der United States Air Force (USAF) (Luftfahrzeugkennzeichen 44-9054) auf dem Militärflugplatz RAF Upper Heyford irreparabel beschädigt. Über Personenschäden ist nichts bekannt.[2]